# Lady Franklinbaai-expeditie

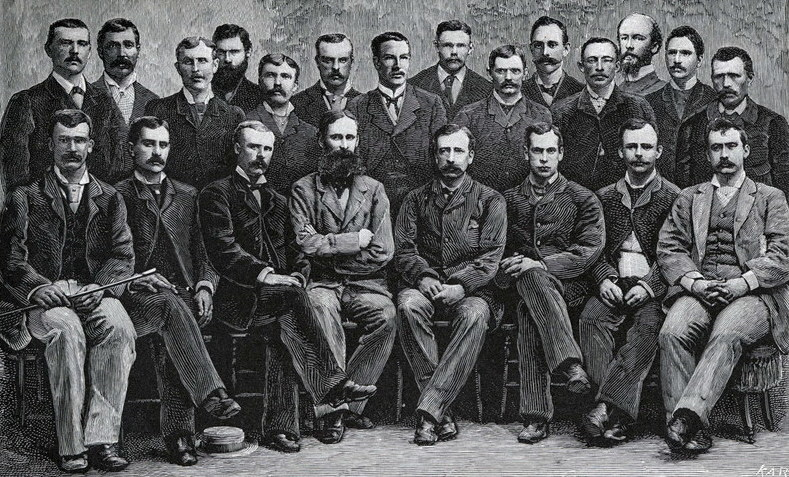
De expeditieleden voor vertrek; Adolphus Greely (met baard) zit vooraan in het midden

De Lady Franklinbaai-expeditie (of Greely-expeditie) was een Amerikaanse noordpoolexpeditie geleid door luitenant Adolphus Greely waarvan de leden tussen 1881 en 1884 in Noord-Canada verbleven. Leden van de expeditie bereikten het meest noordelijke punt op aarde tot dan toe. Maar de expeditie kende een noodlottige afloop waarbij negentien van de vijfentwintig leden omkwamen.

## Organisatie
De expeditie werd georganiseerd door het United States Army Signal Corps, de meteorologische dienst van het Amerikaanse leger. Het was een van de twee wetenschappelijke expedities naar het noordpoolgebied waartoe het Signal Corps had besloten na afloop van de Internationale Poolconferentie. De andere expeditie leidde naar Point Barrow in Alaska.
De expeditie bestond uit luitenant Adolphus Greely, twee andere officieren, negentien manschappen, de Franse arts Octave Pierre Pavy en twee Inuit uit Groenland. Bedoeling was om de wetenschappelijke waarnemingen te starten op 1 juli 1882. Maar omdat scheepsverkeer naar Lady Franklinbaai op de noordoostkust van Ellesmere-eiland maar mogelijk was vanaf de late zomer, werd besloten om al in de zomer van 1881 te vertrekken.
Er was besloten dat de expeditie zou worden bevoorraad tijdens de zomer van 1882. Indien dit door het pakijs niet zou lukken, zouden voorraden worden achtergelaten op de kust van Ellesmere-eiland en op Littleton-eiland aan de kust van Groenland. In de zomer van 1883 zou dan een schip de expeditieleden oppikken. Mocht dat niet lukken zouden nieuwe voorraden worden afgezet en een kamp worden opgezet. Zonder contact van buitenaf moest de expeditie van Greely zich ten laatste op 1 september 1883 naar het zuiden begeven om opgepikt te worden.

## Verloop

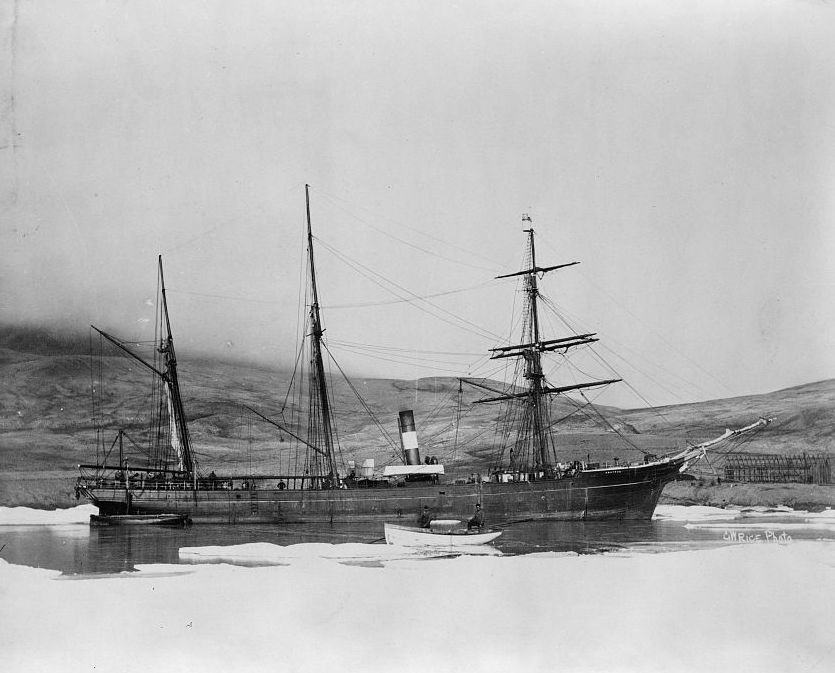
De Proteus bij het ontschepen

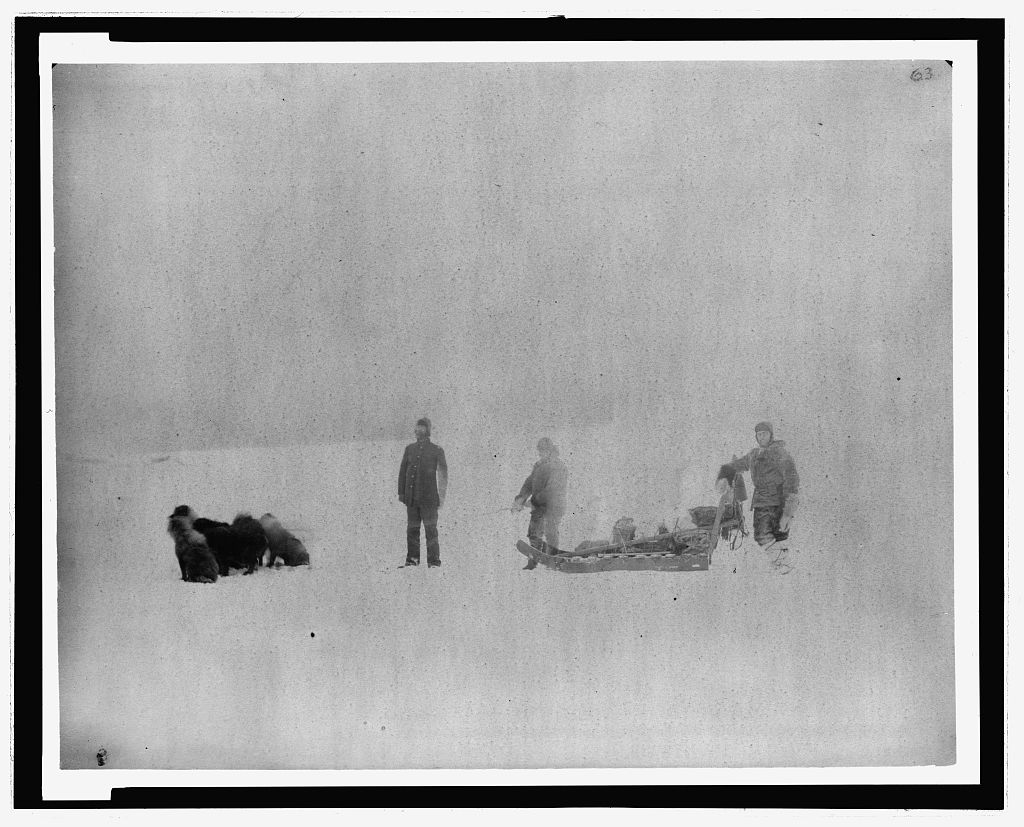
Expeditieleden met de hondenslee in maart 1882

De expeditie verliet de Verenigde Staten in juni. In St. John's op Newfoundland gingen de expeditieleden aan boord van de walvisvaarder Proteus. De expeditie nam sledehonden en voorraden voor drie jaar mee. Op 5 augustus 1881 kwam het schip aan in Lady Franklinbaai. Daar raakte het vast in pakijs en kon pas op 12 augustus aanleggen in de haven, waar in 1875-1876 de Discovery-expeditie had overwinterd. Na het uitladen vertrok de Proteus om niet in het pakijs vast komen te zitten. Er werd gekozen voor een plaats iets verder om een onderkomen te bouwen, op 81°44' noord. Het bouwen duurde enkele weken en het gebouw werd Fort Conger genoemd naar de Amerikaanse senator Omar D. Conger, die in het Amerikaanse Congres voor de nodige fondsen voor de expeditie had gezorgd. Op 12 september werd gestart met meteorologische observaties en op 17 september met magnetische observaties. 

### Onderzoek
Na de poolwinter, die duurde van midden oktober tot eind februari, werden kleine expedities uitgerust. De dikte van het ijs werd nagemeten en er werden depots met voorraden langsheen de kust aangelegd met het oog op latere expedities. Ook werd een voorraad steenkool opgehaald bij Kaap Murchison die was gewonnen tijdens de Britse poolexpeditie van George Nares in 1875-1876. Tussen maart en april 1882 ging een expeditie met onder andere dokter Pavy naar het noorden een bereikte de breedte van 82°56' noord voor ze door de slechte staat van het ijs moest terugkeren. In april 1882 vertrokken luitenant Lockwood en sergeant Brainard naar het noorden in een poging zo dicht mogelijk bij de noordpool te komen. Ze bereikten na een maand een eiland dat ze Lockwoodeiland noemden op een breedte van 83°24' noord, een nieuw record. Ze bouwden daar een cairn waar ze een verslag van hun reis deponeerden. Eind april ondernam luitenant Greely een toch met de hondenslee naar het westen. In juni ondernam Greely een nieuwe tocht naar het westen en later ook Lockwoord en Brainard, die de westkust van Ellesmere-eiland bereikten en daar een fjord naar Greely noemden. Onderweg werden verlaten kampen van Inuit gevonden. Ondertussen vulden de expeditieleden hun voorraden aan met het vlees van muskusossen. Luitenant Kislingbury verzamelde korstmossen en mossen en er werden ook 32 vogelsoorten verzameld.

### Mislukte bevoorrading
In de zomer van 1882 werd de Neptune uitgestuurd maar deze slaagde er niet in noordelijker dan 79° noord te varen. Het schip voer daarna terug, na voorraden te hebben achtergelaten op de overeengekomen plaatsen. In de zomer van 1883 werden twee schepen uitgestuurd. De Proteus leed schipbreuk en de bemanning moest worden opgepikt door de Yantic. Dit laatste schip slaagde er niet in Lady Franklinbaai te bereiken en moest terugvaren naar het zuiden.

### Evacuatie
Op 9 augustus 1883 verlieten de expeditieleden Fort Conger aan boord van een stoomsloep die drie kano's voorttrok. Iedereen was op dat moment in goede gezondheid. De verzamelde specimen, de meetinstrumenten, een deel van de notities, de poolhonden en een groot deel van de voorraden moesten worden achtergelaten. Voor de poolhonden werden twee vaten vet opengemaakt. In de baai zelf was er geen pakijs maar meer naar het zuiden wel. Op 6 september werden de stoomsloep en twee van de drie kano's achtergelaten in het ijs. Al het materiaal werd hierop in de derde kano geladen die door de expeditieleden werd voortgetrokken. Na twintig dagen wisten ze land te bereiken, ten zuiden van Kaap Sabine. De meeste expeditieleden begaven zich naar Kaap Sabine terwijl de fitste leden de kust afstapten op zoek naar cairns met nieuws van de reddingsmissies. Zo leerden de expeditieleden dat de Yantic onverricht ter zake naar het zuiden was teruggekeerd zonder een reddingskamp te hebben kunnen opzetten. Er werd beslist een winterkamp op te zetten op Kaap Sabine, waar de Neptune voorraden had achtergelaten. Ze bouwden een hut uit ijsblokken die Kamp Clay genoemd werd en die de kano als dak kreeg. Deze was toch niet meer zeewaardig. Een tocht met de slede naar Littletoneiland waar bijkomende voorraden konden gevonden worden, bleek niet mogelijk door de slechte staat van het ijs. Met rantsoenering hoopte Greely maart te halen en ondertussen hoopte hij alsnog de oversteek naar Littletoneiland te kunnen maken om voorraden op te halen. Maar tegen de tijd dat de zee voldoende was dichtgevroren, waren alle mannen te verzwakt om de oversteek te kunnen maken. Tegen het midden van april waren alle voorraden uitgeput en moesten de leden overleven op korstmossen, garnalen en gekookt zeehondenvel. In januari 1884 stierf een eerste man aan scheurbuik. In april stierven zes man van de honger, in mei vier en in juni zeven. 

### Redding

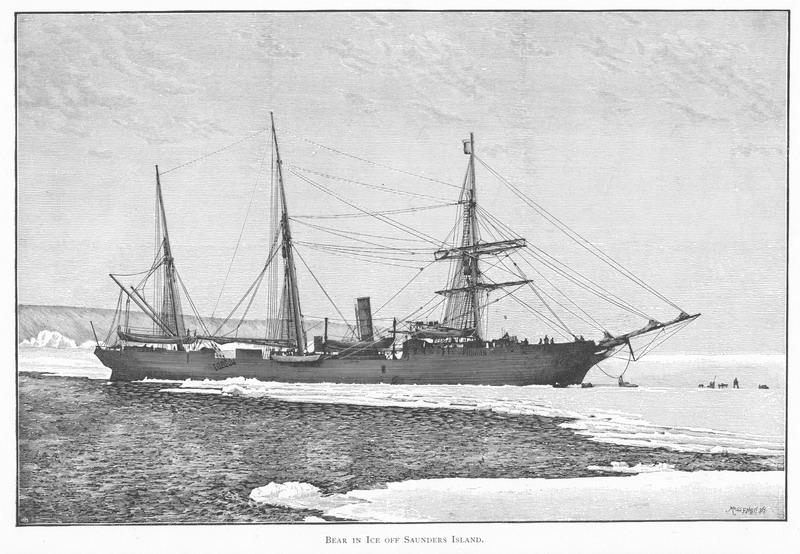
Het reddingsschip Bear

In mei 1884 werden een reddingsmissie onder leiding van kapitein Winfield Scott Schley en bestaande uit de schepen Bear en Thetys uitgestuurd. De Bear vond een cairn waaronder luitenant Lockwood in september 1883 een briefje met de positie van Kamp Clay had geplaatst. Op 22 juni werden zeven sterk verzwakte overlevenden onder wie luitenant Greely gered, maar een expeditielid overleed iets later alsnog.
De overlevenden werden in New York met veel feestgedruis ingehaald. Maar al snel rezen er vragen in de pers over mogelijk kannibalisme. Onderzoek op de opgegraven lijken wees er inderdaad op dat er gesneden was in de lijken. Maar het bleef onduidelijk of het vlees was gegeten of enkel was gebruikt als aas.

## Leden
(De overlevenden zijn cursief vermeld)
- Adolphus W. Greely (1844-1935), eerste luitenant
- Frederick F. Kislingbury (1847-1884), tweede luitenant
- James B. Lockwood (1852-1884), tweede luitenant
- Octave Pierre Pavy (1844-1884), arts
- David L. Brainard (1856-1946), sergeant
- George W. Rice (1855-1884), sergeant
- William H. Cross (?-1884), sergeant
- Hampden S. Gardiner (?-1884), sergeant, instrumentenbouwer
- Edward Israel (1859-1884), sergeant
- Winfield S. Jewell (1850-1884), sergeant
- David Linn (?-1884), sergeant
- David C. Ralston (1848-1884), sergeant, meteoroloog
- Joseph Ellison (1848-1884), sergeant
- Nicholas Salor (?-1884), korporaal
- Jacob Bender (1852-1884), soldaat
- Henry Biederbick (1859-1916), soldaat
- Maurice Connell (1852-1921), soldaat
- William A. Ellis (?-1884), soldaat
- Julius Frederick (1852-1904), soldaat
- Charles B. Henry (?-1884), soldaat
- Francis Long (?-1916), soldaat
- Roderick H. Schneider (?-1884), soldaat
- William Whisler (?-1884), soldaat
- Frederick Thorlip Christiansen (1846-1884), jager en hondenbegeleider
- Jens Edward (1843-1884), jager en hondenbegeleider